# Bombardeo del campamento de refugiados de Al-Shati
El bombardeo del campamento de refugiados de Al-Shati fue un ataque aéreo llevado a cabo por la Fuerzas de Defensa de Israel (FDI) el 9 de octubre de 2023, en el curso de la guerra de Gaza, contra el campo de refugiados de Al-Shati situado al norte de la Franja de Gaza, frente a la costa mediterránea de la Gobernación de Gaza: el ataque destruyó cuatro mezquitas y según los medios palestinos, mató a numerosas personas que se encontraban dentro. El campo es el tercer campo de refugiados más grande de Gaza, con una población de más de 90 000 habitantes.
El 12 de octubre las FDI llevaron a cabo un segundo ataque que mató a trece personas.
El 22 de junio de 2024, dos ataques aéreos llevados a cabo por las Fuerzas de Defensa de Israel ocurrieron aproximadamente al mismo tiempo en distritos del norte de la ciudad de Gaza, golpeando el campamento de refugiados de Al-Shati y el distrito de Tuffah, matando al menos a cuarenta y tres personas e hiriendo a docenas más.

## Antecedentes
Al-Shati se estableció en 1948 para unos 23 000 palestinos que huyeron o fueron expulsados por las milicias sionistas de las ciudades de Jaffa, Lydda y Beerseba, así como de las aldeas circundantes, durante la guerra árabe-israelí de 1948. En 1971, las autoridades israelíes demolieron más de 2000 viviendas para ampliar las carreteras por razones de seguridad. Alrededor de 8000 refugiados se vieron obligados a abandonar el campo y trasladarse al complejo de viviendas cercano en Sheikh Radwan, ciudad de Gaza, y un número menor fue transferido a la ocupada Cisjordania.
En 2023, en el momento de los bombardeos, Al-Shati contiene un sistema de alcantarillado, un centro de salud y veintitrés escuelas (diecisiete primarias, seis secundarias). Con una superficie de apenas 0,52 km², es uno de los lugares más densamente poblados del mundo.

## Ataques aéreos
El 9 y el 12 de octubre de 2023, tras el ataque sorpresa de Hamás contra Israel de octubre de 2023, Israel lanzó una serie de ataques aéreos en diferentes zonas de la Franja de Gaza. En los ataques aéreos llevados a cabo contra el campamento de Al-Shati, cuatro mezquitas fueron alcanzadas: la mezquita al-Gharbi, la mezquita Yassin y la mezquita al-Sousi. Todas fueron destruidas según imágenes de satélite, y las noticias locales informaron que un número no especificado de personas murieron en el interior. El Ministerio de Salud palestino calificó los ataques aéreos como una «masacre».
El campamento de Al-Shati fue atacado nuevamente por las fuerzas israelíes el 22 de junio de 2024, donde dos ataques aéreos contra el campamento y el distrito de Tuffah mataron al menos a 43 personas.
El 22 de junio de 2024, las Fuerzas de Defensa de Israel (FDI) llevaron a cabo dos ataques aéreos contra zonas distintas en distritos del norte de la ciudad de Gaza: el primero impactó un bloque de viviendas en el campamento de refugiados de al-Shati y el segundo, casas en el distrito de Tuffah. Los medios israelíes informaron que las FDI estaban apuntando potencialmente a un alto funcionario de Hamás. Un portavoz de la defensa civil de la ciudad de Gaza dijo que los ataques parecían «un terremoto» que afectó a toda la zona y sepultó a varias familias bajo los escombros. Muchos de los heridos fueron trasladados al Hospital Bautista y al Hospital Al-Ahli, que tuvieron dificultades para tratar a las víctimas debido a una grave escasez de combustible y suministros médicos.
Al menos 24 palestinos murieron en el campamento de Al-Shati, mientras que al menos dieciocho murieron en Tuffah. Tras los ataques aéreos, las FDI emitieron un comunicado en el que afirmaban que habían atacado «dos instalaciones de infraestructura militar de Hamás». Docenas de civiles resultaron heridos en los ataques aéreos y los derrumbes estructurales resultantes, al menos treinta y cinco de los cuales estaban en aTuffah, mientras que al menos diecinueve personas que trabajaban en una fábrica en Tuffah fueron reportadas como desaparecidas. La Defensa Civil de Gaza afirmó que la gran mayoría de las víctimas eran civiles, y varios de ellos niños. También afirmó que todavía había docenas de palestinos atrapados bajo los escombros y que las operaciones de rescate eran extremadamente difíciles.